# Moodstock
Moodstock is een jaarlijks eendaags festival dat gehouden wordt in Wijchmaal, een deelgemeente van Peer, in Belgisch Limburg.
Het festival, dat zich richt op de verscheidenheid in de elektronische muziek, heeft om die reden de ondertitel Electronic Music Festival meegekregen, en tracht een platform te bieden aan jonge talenten om zich te meten met nationale en internationale toppers in de scène.

## Ontstaan
In 2007 besloten drie lokale vriendengroepen - allen als hangjongeren bestempeld - zich te verenigen. Op deze manier trachtten ze met hun gezamenlijk project de negatieve bijklank van het woord hangjongeren in een andere connotatie te geven. Er werd gekozen een festival te organiseren dat zich richtte op muziekgenres populair in het nachtleven van de grote steden. Zo werd "Moodstock - Electronic Music Festival" geboren.

## Geschiedenis
Het festival begon als een kleinschalig sociaal-cultureel project. Het eerste festival trok gelijk 1500 bezoekers, ruim boven de verwachting. Vanwege het succes werden in 2009 een camping en een derde podium in gebruik genomen. In 2010 werd het festivalterrein gevoelig uitgebreid en werd een vierde podium geïnstalleerd. Door de komst van het dancefestival Extrema Outdoor naar Belgisch Limburg werd Moodstock gedwongen om van hun vertrouwde plek op de festivalkalender, half augustus, af te stappen. In 2011 ging het festival door op de laatste zaterdag van juli. Vanwege de aangroeiende kalender van zomerfestivals in Belgisch Limburg werd in 2012 overwogen om een wintereditie te organiseren. De organisatie vond echter geen geschikte locatie die aansloot bij hun festivalconcept en daarom werd er besloten om in 2012 geen editie van Moodstock te organiseren. In 2013 echter verhuisde het dancefestival Extrema Outdoor naar een datum in mei, waardoor het Moodstock festival een doorstart neemt op zijn oorspronkelijke datum half augustus, zij het in zijn originele constellatie met 2 podia.

### Opkomst
2007: ca. 1500 bezoekers

2008: ca. 2700 bezoekers

2009: ca. 3700 bezoekers

2010: ca. 5200 bezoekers

2011: ca. 4750 bezoekers.

## Edities

### 2007
Electric Bunker
Starski & Tonic - Level Jay - Peter Novak - Goldfox- Quill - Nite - Der Schmetterling - Rusty - Minor - Maglor
GrooveYard
Christophe - Jean - 2 Funky DJ's - Seelen- Jochem - Vertesse - Anndy - Roell - Wes - Timestalkerz - Coach - Vain

### 2008
Electric Bunker
Pierre - Cook-E & Matik - Maxim Lany - Sigi - Goldfox vs Der Schmetterling - The Digital Clones - Nite vs Cube - Andic - Rusty & Maglor
GrooveYard
Marko - Dave Lambert - Christophe vs Seelen - Dimitri Vegas & Like Mike - Jean - Jochem & T - Vertesse - CSI - Coach vs Vain - Ritchie & Jochem

### 2009
Electric Circus
Oliver Huntemann - Cosy Mozzy - Maxim Lany - Ed & Kim - Der Schmetterling vs Cait Sith - Corrid'or - The Digital Clones - Deejay Tall - Rusty
GrooveYard
Syke 'n' Sugarstarr - Christophe vs Seelen - Mr. Grammy - G_Roam - Delriva - Jochem & T - Vince & Larry - Anndy - CSI - Coach & Vain
Casa Blanca
Massimo Girardi - Level Jay - Nite - Plug DJ's vs Sliding Tony - Momsclub DJ's
Winnaars van de dj-wedstrijd
Tical (Casa Blanca) - Serial Chillers (Casa Blanca)

### 2010
GrooveYard
Bingo Players - Dimitri Vegas & Like Mike - Yves V - Dominico - Jochem - Seelen vs Weltenz - Niko Charidis vs Fabio Pinna - Vinny Volanto vs Minor - Mr. Coach
Casa Blanca
Marek Hemmann - Pierre - Massimo Girardi - Raoul - Cube - Liquid - Cheap Charly Men
D&B Pit
Murdock - Nymfo - Lady Vortex - Digital Punks - Lady Vortex - Battery - James Vurveen
Electric Circus
Loulou Players - Mr. Magnetik - Geth's Noch? - Commonphase - Modek - Serial Chillers - Rusty & Maglor
Winnaars van de dj-wedstrijd
Phonebone & Kaputnik (Casa Blanca) - Wes Q vs DJ Yannick (D&B Pit)

### 2011
GrooveYard
Funkerman - Dr. Kucho! - Chocolate Puma - Dominico ft. sakso - Nabil & Younes (Disco Dasco) - Twins - Sandro Galasso
Casa Blanca
Robert Dietz - SIS (live) - Arado - Hermanez b2b Massimo Girardi - Deltano - Izaakson - K-Dust
Sub Circus
Matrix & Futurebound - Black Sun Empire ft. Stamina MC - Murdock ft. Quest One MC - Kastor & Dice - Primate - Digital Clones - Battery
WareHouse
DJ Prinz - San Soda - WareHouse On Fire by Cheap Charly Men & Rob Low - MundoCaso presents: Christophe!, Seelen, Lavigne, Jean Delaru, David & Weltenz) - Spearman Rho - Mr. Coach
Winnaars van de dj-wedstrijd
Foha (GrooveYard) - Garnomala (Casa Blanca) - Isotope (Sub Circus)

### 2012
Geen editie

### 2013
GrooveYard
Roul and Doors - Christophe! - Seelen - Mr. Grammy - Dominico - 2Dirty - Roma - Jean Delaru - Dizkodude - Weltenz - Zucca2 - Vertigo - Djuicy - Sel - Wim - Mc Robbie Rise
Casa Blanca
M.A.N.D.Y. - Karmon - Kolombo - Compuphonic - Pierre - Cheap Charly Men - Rob Low - Roean - Cube

### 2014
GrooveYard
Franky Rizardo - Double Pleasure - 2Dirty - Tom Leclerq - Christophe! - Seelen - Mr. Grammy - Dandy Lenny - Chris - Lavigne - Soulrise - Bere - Stevens
Casa Blanca
Steve Bug - Rayn Crosson - Shaun Reeves - Marco Resmann - Igor Vicente - Joachim - Arne - Garnomala - Barry Kill